# Тес (сомон, Увс)
Тес (монг.: Тэс) — сомон аймаку Увс, Монголія, розташований на березі озера Убсунур. Площа 3085 км², населення 7 тис. Центр сомону селище Тооромт лежить за 1000 км від Улан-Батора, за 200 км від міста Улаангом.

## Соціальна сфера
Є школа, лікарня, будинок культури.